# أندرو بلاك (رجل أعمال)
أندرو بلاك (بالإنجليزية: Andrew Black)‏ هو شخصية أعمال بريطاني، ولد في 13 مايو 1963 في كارشالتون في المملكة المتحدة.